# 马尔蒂·胡赫塔拉
马尔蒂·胡赫塔拉（芬蘭語：Martti Huhtala，1918年11月12日—），芬兰男子北欧两项运动员。他曾代表芬兰参加1948年冬季奥林匹克运动会北欧两项和越野滑雪比赛，其中在北欧两项比赛上获得一枚银牌。